# 疑義照会
疑義照会（ぎぎしょうかい、英: prescription question）は、医師あるいは歯科医師の発行した処方箋の記載処方意図を明らかにし「重複投薬」「薬剤名」「用法」「用量」「薬物相互作用による禁忌」「投与日数」等の記載不備を発見し安全な医療を提供することで、疑問点や不明な点があるとき、記載内容が適切かどうか薬剤師が確認し、処方箋の作成者（処方医）に問い合わせて確かめること。処方監査の後に行われる業務。薬剤師は処方箋をもとに調剤を行う際、疑義照会をすることが求められている。

## 解説
調剤業務の流れのいずれにおいても、調剤や調剤薬鑑査、交付時や服薬指導中においても、疑問点等が生じた場合には必ず行われる。尚、処方箋監査の際に発生することが多い。疑義照会を行わずに調剤を続行する事は、薬剤師法によって禁止されている。また、処方医も薬剤師から疑義照会を受けた際には、必ず応じなければならないことが、保険医療機関及び保険医療養担当規則で義務付けられている。

## 薬剤師法
薬剤師法第24条では、「薬剤師は、処方箋中に疑わしい点があるときは、その処方箋を交付した医師、歯科医師又は獣医師に問い合わせて、その疑わしい点を確かめた後でなければ、これによって調剤してはならない」と規定している。照会内容は必ず処方箋の備考欄などに記録しなければいけない。記載事項は、「記載照会日時、照会先名、疑義照会を受けた処方医師名、照会内容、担当した薬剤師名、疑義照会を行った薬剤師の印など」である。薬剤師は、処方箋の記載通りに調剤しなければならず、変更して調剤する場合は疑義照会をして、処方医から同意を得なければならない。薬剤師法第23条の2では、「薬剤師は、処方せんに記載された医薬品につき、その処方せんを交付した医師、歯科医師又は獣医師の同意を得た場合を除くほか、これを変更して調剤してはならない」と規定している。疑義照会の結果、処方箋を修正する場合は、既に記載されている内容を二本線で消した上で医師が訂正印を押し、訂正した内容を書き加える。

## 処方監査
薬剤師は、調剤や薬剤の提供を行う場合、処方監査として処方箋の記載事項（患者の氏名・性別・年齢・医薬品名・剤形・用法・用量・投与日数など）や、患者情報・薬歴に基づく処方内容（重複投与・投与禁忌・薬物相互作用・アレルギー・副作用など）の確認を行うことが求められている。

## 疑義照会の内容と方法
疑義照会は、一般的には電話もしくはファクシミリにて行われるが、実際には医療機関の規模などに応じて、該当の施設での院内ルールに準じて行われる。

### 照会の内容
記載不備だけで無く投薬履歴、患者の希望など多岐の照会が行われる。
1. 処方薬情報の不備
  1. 薬剤が特定できない（規格・剤形記載もれ、判読できないなど）
  2. 用法が特定できない（記載もれ、複数記載など）
  3. 外用剤の全量が包装単位で割りきれない
  4. 内服薬の錠数が用法で割りきれない
  5. 販売中止・名称変更薬剤
2. 薬剤特性
  1. 粉砕不可、混合不可、一包化不可
  2. 規格変更またはOD錠・散剤の使用で粉砕・半割を回避できる
  3. 処方医に資格が必要、処方に確認書が必要な薬剤
3. 効能効果
  1. 医師の説明・患者の疾患から処方薬の選択に疑問
  2. 前回から今回の薬剤変更に疑問
  3. 単独投与不可
  4. 第一選択といえない
  5. 適応外と思われる効能効果
4. 用法用量
  1. 過量・過少
  2. 小児・腎障害・高齢者などが考慮されていない
  3. 休薬期間が不適切、薬剤切替え時の用法用量が不適切
  4. 前回から今回の用法用量変更に疑問
  5. 適応外と思われる用法用量
  6. 混合の指示が不明
5. 薬剤相互作用
  1. 併用禁忌、吸収低下、薬効が反対の薬剤が併用
6. 重複投与
  1. 同一薬、同成分薬、同効薬の重複投与
7. 薬剤に患者希望
  1. 後発医薬品（ジェネリック医薬品）を希望しない
  2. 後発医薬品を希望しているが、処方せん様式が変更不可
  3. 好みの薬剤（貼付剤など）がある
  4. 高額な薬は避けてほしい
8. 処方もれ・削除もれ
  1. 必要薬がない・中止薬が処方
9. 副作用歴あり
  1. 副作用歴のある薬剤が処方
10. 疾患・生理状態に禁忌・慎重
  1. 疾患（糖尿病、腎障害、インフルエンザなど）に禁忌・慎重
  2. 生理状態（小児、妊婦、授乳婦、アレルギー体質など）に禁忌・慎重服薬
11. 困難な剤形・時間帯
  1. 苦手な剤形（粉、カプセル、シロップ）
  2. 使いにくい外用剤の形状や剤形
  3. 時間帯（食事が不規則、保育園で飲めない）
  4. 一包化
12. 副作用発見
  1. かぶれ、便秘・下痢、吐き気、眠気などで疑義照会
  2. 褐色尿・筋肉痛、咳・発熱などの初期症状で疑義照会
  3. その他の副作用、副作用初期症状発見による疑義照会
13. 分量の調節
  1. 患者が追加・増量・削除・減量を希望
  2. 患者が残薬整理を希望
  3. 過大・過少な日数
14. 保険算定上の問題
  1. 向精神薬・新薬・麻薬等の日数制限を超えている
  2. 頓服薬の回数・貼付剤の枚数が多すぎる
15. 採用品なし
  1. 店舗に在庫がない
16. その他
  1. 上記分類に当てはまらないもの

などについて、薬剤師は詳細について疑義照会をする必要がある。また、患者が医師に伝えていない情報がある場合なども、薬剤師は医師に対して疑義照会をしなければならない。

### 薬歴を使用した服薬指導の手順例
日本チェーンドラッグストア協会「薬剤服用歴(薬歴)管理ガイドライン」による例。
1. 処方箋の受付
2. 患者の最新状況の把握
3. 薬歴のチェック（前回以前の確認、追加、修正など）
4. 疑義照会の有無
5. 服薬指導
6. 薬歴への記載（服薬指導終了時、調剤当日中）

## 付加価値
患者自己負担分を含む医療費の削減効果が有ることが報告され、鹿村恵明らの2016年の報告によれば削減効果は 133億円であった。また、多店舗展開を行っている調剤薬局企業では、業務支援システムとして投薬履歴、在庫管理、疑義照会等の業務を連携し行うコンピュータシステムを導入し業務効率の改善を図っている。院内処方箋において処方箋に医薬品に関わる検査値を併記することで、カルテや検査値の閲覧の為の時間が減少し経験の浅い薬剤師でも疑義照会すべき処方箋の見落としが減少したとの報告がある。